# Lill-Häggsjön, Västerbotten
Lill-Häggsjön är en sjö i Umeå kommun i Västerbotten och ingår i Umeälvens huvudavrinningsområde. Sjön har en area på 0,0279 kvadratkilometer och ligger 154 meter över havet. Sjön avvattnas av vattendraget Idebäcken.

## Delavrinningsområde
Lill-Häggsjön ingår i det delavrinningsområde (709961-170415) som SMHI kallar för Ovan 709608-170645. Medelhöjden är 175 meter över havet och ytan är 18,45 kvadratkilometer. Räknas de 2 avrinningsområdena uppströms in blir den ackumulerade arean 23,67 kvadratkilometer. Idebäcken som avvattnar avrinningsområdet har biflödesordning 2, vilket innebär att vattnet flödar genom totalt 2 vattendrag innan det når havet efter 28 kilometer. Avrinningsområdet består mestadels av skog (76 procent). Avrinningsområdet har 0,03 kvadratkilometer vattenytor vilket ger det en sjöprocent på 0,1 procent.